# Jinan
Huyện Jinan (Jinan-gun) là một huyện ở tỉnh Jeolla Bắc, Hàn Quốc. Huyện này có diện tích 788,94 km2, dân số năm 2001 là 31.273 người.